# Ammasso di Lambda Orionis
L'Ammasso di Lambda Orionis (noto anche con la sigla Cr 69 o, talvolta, come Orion OB2) è una brillante associazione stellare, visibile con facilità nella costellazione di Orione. Fu menzionata anche da Tolomeo, che la riportò nel suo Almagesto.

## Osservazione
L'ammasso di Lambda Orionis è una delle associazioni stellari più appariscenti: si trova nell'emisfero boreale, ma è talmente prossimo all'equatore celeste da risultare visibile da tutte le aree popolate della Terra; consiste in un gruppo di stelle azzurre visibili a nord del grande rettangolo di stelle che rappresenta la figura di Orione, circa due gradi a nord della linea che congiunge le stelle Betelgeuse e Bellatrix. Rappresenta la testa di Orione.
Il binocolo è lo strumento ideale per la sua osservazione, in quanto è molto esteso e un telescopio non è in grado di fornire un suo quadro d'insieme. Ingrandimenti superiori tuttavia consentono di individuare una debole nebulosa diffusa che sembra permeare l'ammasso, che ben si evidenzia nelle foto ad infrarossi.

## Caratteristiche
L'ammasso consiste in un gruppo di stelle azzurre di sequenza principale costituenti un'associazione OB, la più luminosa delle quali è λ Orionis (Heka o Meissa), talvolta usata per dare il nome all'intera associazione; a sud est si aggiunge apparentemente una stella gialla, la φ² Ori, ma in realtà quest'ultima si trova a poco più di 100 anni luce da noi, mentre l'ammasso sta a 1600 anni luce.
Nella stessa area sono presenti alcune centinaia di stelle molto giovani, in fase pre-sequenza principale, che indicherebbero che l'intera zona è stata influenzata da un'esplosione di supernova avvenuta 1-2 milioni di anni fa. Un vasto sistema nebuloso, noto come Sh2-264, si estende in direzione dell'associazione; si tratta della regione nebulosa da cui l'associazione ha avuto origine.

### Opere generali
- (EN) Stephen James O'Meara, Deep Sky Companions: Hidden Treasures, Cambridge University Press, 2007, ISBN 0-521-83704-9.
- A. De Blasi, Le stelle: nascita, evoluzione e morte, Bologna, CLUEB, 2002, ISBN 88-491-1832-5.

### Carte celesti
- Tirion, Rappaport, Lovi, Uranometria 2000.0 - Volume I - The Northern Hemisphere to -6°, Richmond, Virginia, USA, Willmann-Bell, inc., 1987, ISBN 0-943396-14-X.
- Tirion, Sinnott, Sky Atlas 2000.0, 2ª ed., Cambridge, USA, Cambridge University Press, 1998, ISBN 0-933346-90-5.
- Tirion, The Cambridge Star Atlas 2000.0, 3ª ed., Cambridge, USA, Cambridge University Press, 2001, ISBN 0-521-80084-6.